# Gerhard Lehmann (Unternehmen)
Die Film und Video Untertitelung Gerhard Lehmann AG war eine Gesellschaft in Potsdam-Babelsberg, die neben Spiel- und Dokumentarfilmen auch Aufzeichnungen von Opern untertitelte.  Am 25. Januar 2002 erfolgte die Eintragung in das Handelsregister der Stadt Potsdam. Der Umfang ihrer Tätigkeit belief sich im Jahr 2009 laut Eigenauskunft der Website bereits auf 30.000 Untertitelbearbeitungen in über 40 Sprachen. Der Workflow war zuletzt durchgängig digitalisiert. In der Liste ihrer Referenzen finden sich bekannte Spiel- und Fernsehfilme wieder, darunter u. a. die Spielfilme Metropolis oder Matrix.